# Wilson (film, 2017)
A Wilson 2017-ben bemutatott amerikai filmdráma, amelyet Craig Johnson rendezett, Daniel Clowes azonos című képregénye alapján. A főbb szerepekben Woody Harrelson, Laura Dern, Isabella Amara, Judy Greer és Cheryl Hines látható.
Amerikában 2017. március 24-én mutatták be a mozikban.

## Cselekmény
Wilson egy magányos és neurotikus, középkorú férfi, aki Minnesotában él kutyájával, egyben egyetlen társával, Pepperrel. Már tizenhét éve elvált Pippitől, aki elvetette a gyermeküket, majd prostitúcióba és drogokba menekült. Wilson élete tovább romlik, amikor barátja, Robert elköltözik a családjával együtt, majd az apja is meghal rákban.
Kétségbeesetten próbál új emberekkel megismerkedni, de sikertelenül próbálja meghódítani egy kisállatkereskedésben dolgozó nőt: beszélgetést kezdeményez vele, majd hátulról belerohan a kocsijába. Egy másik nő, Alta, azonban hízelgőnek találja a próbálkozását, és elmennek együtt fagyizni. Alta segít Wilsonnak, hogy ráleljen Pippire az interneten, és ő úgy dönt, megkeresi őt. Végül egy tóparti étteremben találja meg, ahol Pippi pincérnőként dolgozik. Találkozásuk kezdetben feszült, mivel Pippi próbálta újra felépíteni az életét, de végül felengednek és együtt töltik az éjszakát. Pippi ekkor bevallja Wilsonnak, hogy mégsem vetette el a közös gyermeküket – egy lányt –, hanem örökbe adta.
Wilson, akit feltölt a hirtelen jött célérzet, megtudja, hogy a lány neve Claire, és megmutat róla egy fényképet Pippinek. Pippi vonakodva, de elkíséri Wilsont, hogy megkeressék Claire-t: eljutnak a házához, majd követik őt egy bevásárlóközpontba. Amikor néhány tinédzser bántalmazza Claire-t, Wilson hevesen a védelmére kel, így alakul ki a kínos első találkozásuk. Ahogy Wilson és Pippi újra közelednek egymáshoz, elkezdenek együtt időt tölteni Claire-rel is, bár a lány világossá teszi, hogy nem szeretne találkozni a szüleivel.
Pippi abban reménykedik, hogy bosszúálló nővérének, Pollynak bebizonyíthatja, hogy sikerült rendbe hoznia az életét. Wilson javaslatára elindulnak Pollyhoz, aki az állam másik felében él. A látogatás azonban hamar rosszra fordul, amikor Polly rájön, hogy Claire hazudott a szüleinek: azt mondta, egy barátnőjénél alszik, miközben valójában elutazott az államból. Pippi nekiesik Pollynak, mire az rendőrt hív, és Wilsont, valamint Pippit letartóztatják.
Wilsont 36 hónap börtönbüntetésre ítélik gyermekrablás és a gyermek veszélyeztetése miatt, míg Pippi egy vádalku révén elkerüli a börtönt. Wilson végül alkalmazkodik a börtönélethez, ám Pippi összetöri a szívét, amikor a látogatása során közli vele, hogy Ausztráliába költözik az anonim alkoholistáknál megismert támogatója, Tucker oldalán. Szabadulása után Wilson visszatér szülővárosába, ahol egykori barátja és kutyafelvigyázója, Shelly elmondja neki, hogy Pepper meghalt. Wilson és Shelly együtt gyászolnak, és lassan romantikus kapcsolat bontakozik ki köztük.
Claire ismét felveszi a kapcsolatot Wilsonttal, és megkérdezi, hogy van-e öröklődő betegsége, mivel ő terhes és Portlandbe költözik. Wilson megpróbál újra belépni Claire életébe, sőt fontolóra veszi, hogy utánuk költözik, de Claire nevelőapja ezt elutasítja. Claire azonban végül meggondolja magát, és esélyt ad Wilsonnak.
Hónapokkal később Wilson és Shelly már együtt élnek egy új kutyával, amikor videóhívást kapnak Claire-től és újszülött gyermekétől.

## Szereplők
| Szereplő   | Színész           | Magyar hang     |
| ---------- | ----------------- | --------------- |
| Wilson     | Woody Harrelson   | Epres Attila    |
| Pippi      | Laura Dern        | Pokorny Lia     |
| Claire     | Isabella Amara    | Nyári Luca      |
| Shelly     | Judy Greer        | Szávai Viktória |
| Segítő     | Paul Cram         | Mohai Tamás     |
| Polly      | Cheryl Hines      | Ruttkay Laura   |
| Alta       | Margo Martindale  | Horváth Zsuzsa  |
| Olsen      | David Warshofsky  | Tamási Zoltán   |
| Robert     | Brett Gelman      | Takátsy Péter   |
| Jodie      | Mary Lynn Rajskub | Haumann Petra   |
| Macskás nő | Lauren Weedman    | Nyakó Júlia     |
| Monika     | Katie Rose Law    | Lovas Emília    |

### Magyar változat
- Magyar szöveg: Gáspár Bence
- Hangmérnök: Jacsó Bence
- Vágó : Simkóné Varga Erzsébet
- Gyártásvezető: Kincses Tamás
- Szinkronrendező: Báthory Orsolya

A szinkront a Mafilm Audio Kft. készítette el.

## A film készítése
A Wilson című grafikus regény megfilmesítési jogait eredetileg a Fox Searchlight vásárolta meg azzal a szándékkal, hogy Alexander Payne rendezze a filmet.  A forgatás 2015 júniusa és augusztusa között zajlott több helyszínen a Minneapolis–St. Paul nagyvárosi körzetben.